# Need for Speed Payback
Need for Speed Payback est un jeu vidéo de course développé par Ghost Games et distribué par Electronic Arts, sorti le 10 novembre 2017 sur Windows, PlayStation 4 et Xbox One.

## Synopsis
Le jeu se déroule dans la ville fictive de Fortune Valley. Trois pilotes, Tyler "Ty" Morgan, Sean "Mac" McAllister et Jessica "Jess" Miller courent jusqu'à l'aérodrome où Ravindra "Rav" Chaudry et Lina Navarro les attendent pour un job : voler une Koenigsegg Regera appartenant à Marcus Weir, le « Flambeur ». Lorsque Tyler la vole, Navarro piège lui et sa bande pour le compte du Clan, un cartel contrôlant Fortune Valley en truquant les courses et en contrôlant tout le Département de Police de Fortune Valley. En attirant les flics vers lui, Tyler tombe sur Marcus qui lui exige de rendre sa bagnole. S'il le laisse se faire arrêter au début, il change vite d'avis en lui proposant un marché : travailler pour lui comme étant son « As » jusqu'à ce qu'il trouve le moyen de faire tomber le Clan. 
Six mois plus tard, alors qu'il rentre de son job, Tyler voit Navarro obliger Marcus de vendre le casino, sous peine d'être pris de force. Impatient, Tyler s'infiltre dans le Clan, participe à la course truquée par Navarro, ignore les consignes du Clan et gagne la course, attisant la foudre du Clan sur Morgan. Après avoir semé ses poursuivants, il retrouve Marcus au sommet d'un parking. Ce dernier lui explique que la situation de Fortune Valley et dis que la gestion des courses de rue du Clan n'est qu'une façade. Trop préoccupé par sa vengeance, Tyler rentre chez lui, persuadé qu'il s'est enfin vengé de Navarro...jusqu'à ce que sa maison explose. Il comprend que Marcus avait raison et lui dit qu'il faudra qu'il renoue avec ses amis pour faire tomber le Clan.

## Système de jeu
Ce jeu utilise un jeu solo avec les missions, les courses et les poursuites et un jeu multijoueur.

## Voix françaises
- Donald Reignoux : Tyler Morgan
- Eilias Changuel : Mac The Showman
- Xavier Fagnon : Marcus Weir
- Laura Zichy : La courtière
- Annie Milon : Lina Navarro
- Emmanuelle Rivière : La Catrina
- David Krüger : voix additionnelles
- Paul Borne : Le Soldat Underground

## Voitures
La liste des voitures jouables est la suivante :
- Acura NSX
- Acura RSX-S
- Alfa Romeo Giulia Quadrifoglio (DLC)
- Aston Martin DB11
- Aston Martin DB5 (DLC)
- Aston Martin Vulcan
- Audi R8 V10 Plus
- Audi S5 Sportback
- Beck Kustoms F132
- BMW M2
- BMW M3 Evolution II E30 (DLC)
- BMW M3 E46
- BMW M3 E92
- BMW M4 GTS
- BMW M5 F90
- BMW X6 M
- Buick GNX
- Chevrolet Bel Air
- Chevrolet C-10 Stepside Pick-Up
- Chevrolet Camaro SS (1967)
- Chevrolet Camaro Z28 (2014)
- Chevrolet Colorado ZR2 (DLC)
- Chevrolet Corvette C6 Z06
- Chevrolet Corvette C7 Grand Sport
- Dodge Challenger SRT8
- Dodge Charger R/T (1969)
- Ford Crown Victoria Police Interceptor (DLC)
- Ford F-150 SVT Raptor
- Ford Focus RS
- Ford GT
- Ford Mustang Coupé (MkI)
- Ford Mustang Boss 302
- Ford Mustang Foxbody
- Ford Mustang GT (MkVI)
- Ford Roadster
- Honda Civic Type-R (2000)
- Honda Civic Type-R (2015)
- Honda NSX Type-R
- Honda S2000
- Infiniti Q60 S (DLC)
- Jaguar F-Type R Coupé
- Koenigsegg Regera
- Lamborghini Aventador LP700-4
- Lamborghini Diablo SV
- Lamborghini Huracan LP610-4
- Lamborghini Murcielago LP670-4 SV
- Land Rover Defender 110
- Land Rover Range Rover Sport SVR (DLC)
- Lotus Exige S
- Mazda MX-5 (1996)
- Mazda MX-5 (2015)
- Mazda RX-7 Spirit R (DLC)
- McLaren 570S Coupé
- McLaren P1
- Mercedes-Benz A45 AMG
- Mercedes-Benz G63 AMG
- Mercedes-Benz AMG GT
- Mercury Cougar
- Mini Countryman JCW (DLC)
- Mitsubishi Lancer Evolution IX
- Nissan 180SX Type X
- Nissan 350Z
- Nissan Fairlady 240ZG
- Nissan GT-R Premium
- Nissan Silvia Spec-R Aero
- Nissan Skyline 2000 GT-R (DLC)
- Nissan Skyline GT-R V Spec (R32)
- Nissan Skyline GT-R V Spec (R34)
- Pagani Huayra BC
- Plymouth Barracuda (DLC)
- Pontiac Firebird Trans Am (DLC)
- Porsche 911 Carrera RSR 2.8
- Porsche 911 Carrera S (991)
- Porsche 911 Carrera S (993)
- Porsche 911 GT3 RS (991)
- Porsche 918 Spyder
- Porsche Cayman GT4
- Porsche Panamera Turbo
- SRT Viper
- Subaru BRZ Premium
- Subaru Impreza WRX STI (2009)
- Volkswagen Coccinelle
- Volkswagen Golf I GTI
- Volkswagen Golf VII GTI Clubsport
- Volvo 242DL (DLC)
- Volvo Amazon P130 (DLC)

Le jeu contient également un trafic automobile, dont les véhicules sont sous licence :
- BMW 128i (E82)
- BMW 328i (E46)
- Chevrolet Express
- Dodge Caliber R/T
- Ford Explorer LXT
- Ford F-150
- GMC TopKick C5500
- Infiniti G35

Le Fortune Valley Police Department utilise les véhicules suivants:
- Ford Crown Victoria Police Interceptor
- Dodge Charger SRT8
- Chevrolet Corvette C7 Grand Sport
- Rhino
- Hélicoptère

## Accueil
- Canard PC : 3/10[1]
- Jeuxvideo.com : 13/20[2]